# Concejo (història)
Un concejo era l'assemblea dels veïns de les localitats que participaven en el seu govern en els regnes cristians de l'alta edat mitjana a la península Ibèrica. Etimològicament, deriva del llatí concilium que significa reunió o assemblea, terme també utilitzat com a sinònim. El concejo era la reunió general dels veïns que, en assemblea de tots ells, decidien sobre l'aprofitament comunal de prats, boscs i muntanyes veïnals amb finalitats ramaderes i agrícoles, dels regadius i de l'explotació del molí, el forn o el pou de sal. I no només per a assumptes econòmics, sinó per a actes administratius i judicials, així com per donar autenticitat, força i eficàcia en dret als documents que es redactaven en la seva presència.
El concejo solia reunir-se els diumenges, després de missa, en l'atri d'una església. La crida a concejo es realitzava mitjançant repic de les campanes de l'església o mitjançant un altre instrument. La seva assistència era obligatòria, multant-se al veí que no acudia.
En la corona de Castella se solia nomenar un jutge per presidir el concejo i aplicar el fur i un o dos alcaldes per administrar justícia, en un primer moment, ampliant funcions administratives a la fi de l'Edat Mitjana. Al regne d'Aragó els concejos eren presidits per un zalmedina i al regne de Navarra per un justícia.

## Tipus
Es denominava concejo abierto a la reunió de tots els habitants de la localitat que tinguessin la condició de veïns. En alguns casos, en l'assemblea només es reunien alguns veïns destacats (boni homines), denominant-se llavors, concejo cerrado.
El concejo va ser obert sobretot a Lleó i Castella, mentre que a Catalunya predominava el consell tancat.

## Orígens i evolució
Apareix en el segle x en el Regne d'Astúries i Lleó i a Navarra, i menys generalitzat a Catalunya.
Segons Luis García de Valdeavellano, la institució procedeix de la Conventus publicus vicinorum (Assemblea pública de veïns) visigoda, encara que Julio Valdeón Baruque considera que «és una creació específica de l'Edat Mitjana». El concejo és considerat com un dels antecedents del municipi, i tots dos termes van arribar a convertir-se en sinònims, sobretot a partir del segle xii, per l'increment del nombre d'habitants de viles o ciutats, i la necessitat de restringir el nombre de convocats.
La concessió d'algunes llibertats als pobladors d'alguns llocs, a través dels seus furs, va tenir influència en l'aparició del concejo. Amb la concessió del fur, els pobladors de la localitat accedien, a més d'altres drets, com la llibertat de residència, a la possessió i aprofitament de béns que abans eren monopoli del rei o del senyor.
Els veïns, reunits en concejo, van adquirint més capacitat d'autogovern, a costa dels representants del poder del senyor. Així primer exigeixen que el dominus villae, que abans designava el rei i tenia delegada la seva autoritat, sigui escollit entre els mateixos veïns, per arribar a la seva elecció pel concejo, al costat d'altres càrrecs.